# Sidarahayu
Sidarahayu is een bestuurslaag in het regentschap Ciamis van de provincie West-Java, Indonesië. Sidarahayu telt 4463 inwoners (volkstelling 2010).